# Acrotritia aokii
Acrotritia aokii är en kvalsterart som först beskrevs av Wojciech Niedbała 2000.  Acrotritia aokii ingår i släktet Acrotritia och familjen Euphthiracaridae. Inga underarter finns listade i Catalogue of Life.